# Modesty Blaise
|  | Per a altres significats, vegeu «Modesty Blaise (còmic)». |

Modesty Blaise és una pel·lícula britànica dirigida per Joseph Losey i estrenada el 1966. Ha estat doblada al català.

## Argument
Modesty Blaise, estranya aventurera dotada de la facultat de canviar d'imatge en un no-res, és reclutada pels services secrets britànics per portar al xeic Abu Tahir els diamants en pagament per serveis prestats al país. Modesty demana al seu bon amic Willie Garvin que l'acompanyi en la seva missió. Al seu cau, Gabriel, temible i seductor criminal francès, poleix els seus plans per desfer-se de Modesty i apoderar-se dels diamants.

## Repartiment
- Monica Vitti: Modesty Blaise
- Terence Stamp: Willie Garvin
- Dirk Bogarde: Gabriel
- Harry Andrews: Sir Gerald Tarrant
- Michael Craig: Paul Hagan
- Clive Revill: McWhirter/el xèic Abu Tahir
- Alexander Knox: el ministre
- Scilla Gabel: Melina
- Tina Aumont: Nicole

## Música del film
1966. Principals cançons: 
- Modesty tema principal cantat), lletra de Benny Green i música de John Dankworth, interpretada per David and Jonathan.
- Ice Is Nice, lletra d'Evan Jones i música de John Dankworth, interpretada per Bob Breen.
- We Should Have (The End), lletra d'Evan Jones/Benny Green i música de John Dankworth, interpretada per Monica Vitti i Terence Stamp.

## Rodatge
- Interiors: Studios de Shepperton (Regne Unit)
- Exteriors: 
  - Regne Unit: Farnborough, Londres
  - Països Baixos: Amsterdam
  - Itàlia: Nàpols, Sicília

## Nominacions
- 1966: Palma d'Or del Festival de Canes
- 1967: BAFTA a la millor fotografia per Jack Hildyard

## Rebuda
- Jean-Louis Bory:[3]

| « | És una diversió hipersofisticada destinada a fer gaudir certa categoria de la societat anglesa, aquells que es podria dir els post-Oscar Wilde. Diluvi d'esnobisme d'un humor boig per a l'espectador que trobarà, amb tota la raó, l'ombrel·la pàl·lida del Sr. Bogarde, amb una perruca de blanc platí, més important que un o altra detall de la intriga. La rocambolesca aventura dels diamants oferts a un xeic per al seu petroli no val més que per justificar certs gags decoratius i un final molt discret al qual no falta sabor. | » |

- The New York Times :[4]

| « | M. Losey ha dirigit un estereotip obligant els seus actors a adoptar un estil d'expressió uniformement excèntric, còmic i satíric. La Srta. Vitti és generalment angulosa i té l'aire de no tenir cap noció d'humor en la seva primera comèdia anglesa. M. Bogarde interpreta els febles sense parodiar, i Terence Stamp és tot de plom en associar-se amb la impetuosa heroïna. Harry Andrews és bastant divertit com a agent britànic dels serveis secrets, però Michael Craig força la nota al seu paper d'ajudant, i Clive Revill és molt avorrit com a comptable que infla les notes de despeses del Sr. Bogarde. El paisatge, alguns arranjaments Op Art i una il·lustració musical gai i indolent són només les coses sistemàticament divertides en aquesta pel·lícula. | » |

- Variety :[5]

| « | Modesty Blaise és una de les pel·lícules més boja mai feta. No només és una paròdia d'espionatge després dels dibuixos animats d'una James Bond femenina, la producció virolada fa riure gràcies a un bon nombre d'escenes i de situacions. La realització és excel·lent i cal destacar diverses sòlides interpretacions. | » |